# Sildig Opvaagnen
Sildig Opvaagnen fra 1828 er en novelle af Steen Steensen Blicher. 
Fortælleren, byens præst, beretter om et trekantsdrama  i en købstad. Lægens hustru Elise indleder efter en forveksling under et maskebal et forhold til en kaptajn. Affæren fortsætter i en årrække indtil den hemmelige elsker, der i mellemtiden er blevet major, i febervildelse afslører utroskaben kort før sin død. Da lægen erfarer, hvad der er foregået, begår han selvmord.

## Handling
Historien forløber over 25 år, og det fremgår ikke, til hvem eller hvorfor præsten fortæller den. Det bliver imidlertid klart, at han har indhentet informationer om affæren løbende, ligesom han ikke kan skjule, at han selv har næret mere end venskabelige følelser for lægefruen. Han har imidlertid fortiet disse, og da majoren, som er alvorligt syg, taler over sig, gør præsten et yderst kluntet forsøg på at bilægge affæren. Hans motiv til at afsløre historien er derfor i en vis udstrækning personligt, selv om han forsøger at skjule dette. 

## Fortælleteknik
Blicher har her benyttet en jeg-fortæller, der mangler afgørende informationer på vigtige tidspunkter i forløbet, og derfor fremstår som – i alt fald delvis – utroværdig. Det har han gjort i andre noveller, bl.a. Brudstykker af en Landsbydegns Dagbog og Præsten i Vejlbye. Herved overlades mere til læserens fantasi end vanligt på Blichers tid. Efter Søren Baggesens Blicher-afhandling er denne – og en række andre noveller af Blicher, blevet analyseret som en forløber for, eller ligefrem en del af Det Moderne Gennembrud.

## Kritik
Sildig Opvaagnen er den mest omstridte af Blichers noveller. J.N. Madvig anser den i en anmeldelse for at være en af de ringeste af Blichers noveller og betegner den som en”…aldeles uæsthetisk Skildring af et dobbelt Ægteskabsbrud og Horeliv …”. Den faldt dog i læsernes smag, idet den blev en af de bedst sælgende af Blichers noveller i hans samtid.
Jeppe Aakjær gjorde op med denne tolkning, og sagde om Madvig: ”Den kolde kritiker skulde blot have vidst, i hvilken grad Blicher ved Nedskrivningen af denne Novelle flænsede i sit eget Hjærte.”  Denne indfaldsvinkel, hvor novellen placeres i forhold til Blichers separation netop i 1828 prægede kritikken de følgende ca. 60 år, hvor novellen karakteriseredes som et forsøg på en beskrivelse af noget grundlæggende ved den menneskelige natur og seksualitet, ligesom en slags lidet dybtgående psykoanalyse blev benyttet i tolkningerne. Især følges dette spor i tolkninger efter 1920, hvor Freuds Det ubevidste blev oversat til dansk og gradvist begyndte at præge det danske åndsliv.
Søren Baggesen definerer novellen som en skæbnefortælling, idet ”Skæbnen er mønstret i det vi mennesker kalder tilfældighed.”  Menneskets (u)lykke er med andre ord bestemt af faktorer, det ikke selv er herre over. I Sildig Opvaagnen er Elise den irrationelle kraft, der forårsager lægens selvmord, men grundmotivet er det, Baggesen kalder ”det kvindelige oprør”. Baggesens egentlige ærinde er dog at påpege Blichers evne til at bruge den upålidelige fortæller som talerør. Præsten i denne fortælling lyver ikke bevidst om begivenhederne; men han har en så begrænset forståelse af intrigen og en form for selvbedrag om sine egne følelser i denne forbindelse, at han afsløres af en skjult fortæller, eller måske rettere, en implicit fortæller.  Teknisk set er Blicher således ophavsmanden til "den upålidelige jeg-fortæller."  - Det overses imidlertid ofte, at præsten ikke er den eneste "upålidelige jeg-fortæller" i novellen: I sine tre breve til elskeren lyver Elise bevidst i sit forsøg på at manipulere med brevets modtager ("..Skjæbnen..har ført os til hverandre. Den har selv forenet os..").

## Udgivelser
Novellen blev udgivet i 1828 i Blichers eget tidsskrift Nordlyset.